# Stazione di Tufara Valle
La stazione di Tufara Valle-Apollosa è una stazione ferroviaria della ferrovia Benevento-Cancello che serve la frazione di Tufara Valle e il comune di Apollosa, nel quale è situata.

## Storia
La stazione, situata in contrada Izzi, ha cambiato diverse denominazioni nella sua storia, anche nel contesto della complessa suddivisione in 5 comuni della frazione servita: nel 1938 si chiamava "Arpaise-Ceppaloni", nel 1955 "Arpaise-Ceppaloni-Tufara", nel 1960 "Tufara Valle-Arpaise-Ceppaloni", nel 1970 solamente "Tufara Valle", nel 1980 nuovamente "Tufara Valle-Arpaise-Ceppaloni" e dagli anni 2000 ha preso la definizione di Tufara Valle-Apollosa, presente sull'attuale segnaletica sebbene sia indicata come "Tufara Valle-Arpaise-Ceppaloni" negli orari dei bus sostitutivi di EAV del 2024.

## Strutture e impianti
La stazione, presenziata solo in alcuni orari, è dotata di due binari passanti dotati di marciapiede per il servizio viaggiatori e un tronchino inutilizzato per l'ex scalo merci. La stazione dispone di un fabbricato viaggiatori ad un piano che ospita la sala d'attesa.

## Movimento
La stazione ha un discreto traffico viaggiatori ed è servita da quasi tutti i treni in transito sulla linea.
La linea è sospesa ed autosostituita dal 2021 per lavori di ammodernamento della linea.

## Servizi
La stazione dispone di:
- Sala d'attesa
- Parcheggio di scambio

## Interscambi
- Autobus extraurbani[1]